# Линколншир (Кентаки)
Линколншир (енгл. Lincolnshire) град је у америчкој савезној држави Кентаки.

## Демографија
По попису из 2010. године број становника је 148, што је 6 (-3,9%) становника мање него 2000. године.
| Група             | 2000.       | 2010.       |
| Белци             | 147 (95,5%) | 141 (95,3%) |
| Афроамериканци    | 0 (0,0%)    | 0 (0,0%)    |
| Азијати           | 0 (0,0%)    | 1 (0,7%)    |
| Хиспаноамериканци | 3 (1,9%)    | 4 (2,7%)    |
| Укупно            | 154         | 148         |